# Benedictus XI
Benedictus XI, född Niccolò Boccasino eller Nicolaus Bocasini 1240 i Treviso, död 7 juli 1304 i Perugia, var påve från den 22 oktober 1303 till sin död, den 7 juli 1304. Han vördas som salig i Romersk-katolska kyrkan, med minnesdag den 7 juli. 

## Biografi
Nicolaus Bocasini inträdde 1254 i dominikanorden. Efter 14 års studier i teologi, blev han lektor vilket han förblev under många år. År 1296 utsågs han general för dominikanorden. Denna tid uppstod klander mot påve Bonifatius VIII, vilket Boccasini bemötte genom att förbjuda medlemmar av sin orden att sluta upp vid kritikerna, samt uppmanade dem att i sina predikningar stödja Bonifatius. Hans lojalitet kom till påvens kännedom, och denne anlitade honom som sin legat, varför Boccasini sattes att ordna fredsavtalen mellan Edvard I av England och Filip IV av Frankrike.
År 1298 utsågs han till kardinalpräst med Santa Sabina som titelkyrka. Två år senare, år 1300, blev han kardinalbiskop av Ostia och Velletri och dekanus i kurian. Han sändes under denna tid som Heliga stolens legat till Ungern, där inbördeskrig hade brutit ut, för att återställa ordningen i landet. Han återkom snart till Rom, där striden mellan påven och Filip den sköne kulminerade när påven tvingades lämna Rom 1303; kardinal Bocasini var en av två i kardinalkollegiet som förblev påven trogen.   
Efter Bonifatius VIII:s död strax därefter, valdes Bocasini enhälligt till påve, den 22 oktober, och antog namnet Benedictus XI. Under sitt korta pontifikat förde han en försonande politik både mot sin företrädares romerska motståndare, särskilt släkten Colonna, och mot det franska kungadömet; Filip den sköne sände en ambassad för att gratulera till utnämningen, och därefter löste Benedictus kungen från den kritik han mottagit från Heliga stolen, och återställde den ordning som förelåg före Bonifatius pontifikat.
Benedictus avled plötsligt, efter ett kort pontifikat, i Perugia den 7 juli 1304. Inte utan skäl ryktades det om att han blivit förgiftad av agenter till Guillaume de Nogaret.
Han saligförklarades år 1773, och hans minnesdag firas den 7 juli av katolska kyrkan och dominikanorden. Han har författat en bok med predikningar samt kommentarer till Matteusevangeliet, Psaltaren, Jobs bok och Uppenbarelseboken.

## Bilder
| - Benedictus XI:s kröning. Medeltida fresk i Santa Maria Novella i Florens. - Benedictus XI:s gravmonument i dominikanernas kyrka San Domenico i Perugia. |